# Henk van Kessel
Henk van Kessel (* 25. června 1946 Mill) je bývalý nizozemský motocyklový závodník. V roce 1974 se stal mistrem světa silničních motocyklů v kubatuře 50 cc na motocyklu Kreidler. Jeho druhým nejlepším celkovým umístěním bylo 4. místo v kubatuře 125 kubických centimetrů v roce 1976. V seriálu Grand Prix působil v letech 1972–1976 a 1978–1986. Absolvoval 87 závodů, vyhrál jich sedm (z toho šest ve své hvězdné mistrovské sezóně) a 25krát stál na stupních vítězů. Krom padesátek (a navazujících osmdesátek) a stopětadvacítek jezdil i na dvěstěpadesátkách, ale spíše jen zaskakoval, s výjimkou sezóny 1976, kdy absolvoval téměř všechny závody. V roce 1976 obdržel nejvyšší ocenění Nizozemské královské asociace motocyklistů (Koninklijke Nederlandse Motorrijders Vereniging), Cenu Hanse de Beauforta. Začínal jako cyklista.